# Pteronymia fizella
Pteronymia fizella är en fjärilsart som beskrevs av Jean Baptiste Boisduval 1870. Pteronymia fizella ingår i släktet Pteronymia och familjen praktfjärilar. Inga underarter finns listade.